# Покровский стекольный завод
Покровский стекольный завод (Завод им. Сазонова) — одно из старейших стекольных предприятий России, основанное 14 августа 1860 года помещиком Н. А. Бакуниным на левом берегу реки Песь – ныне посёлок Сазоново, Вологодская область.
После национализации в 1920-х годах предприятие получило имя рабочего-стекольщика Д. А. Сазонова. Позднее Сазоновский стеклозавод еще несколько раз менял свое название и предназначение. Кроме бутылок, здесь производились граненые стаканы, другая посуда, ламповые и фонарные стекла, молочные кринки.
В 2021 году, после восьмилетнего простоя, завод был реконструирован. На модернизацию было выделено около 800 млн рублей. Сейчас предприятие производит стеклотару и является филиалом ООО «Русджам Стеклотара Холдинг».

## История
Завод был основан помещиком Бакуниным 14 августа 1860 года на левом берегу реки Песь. Тогда он представлял собой шатёр на крепких деревянных столбах — основное производственное здание с небольшими горшковыми печами для варки стекла. Также имелись закалочные опечки для обжига готовых изделий, гончарный участок для производства огнеупорных припасов, примитивная кузница, металлическая мастерская, конный двор для содержания лошадей, два склада для хранения стекла, контора завода.

Учитель Федор Иванович Торшевский, прибывший в волость в 1913 году, так описывал труд местных стеклоделов в то время: 
«В центре «гуты» стояла огнедышащая печь, а около неё, в полутьме, бегают люди, - это мастера стеклодувы. Один из них, просунув в печь через отверстие длинную трубку, набирает на её кожей большую каплю расплавленного стекла и передаёт эту трубку другому мастеру. Тот, всё время дуя в трубку, подходит, к краю деревянного помоста, где прикреплена бутылочная форма. Прислуживающий мальчик «мукует» раскрытую форму. Мастер опускает в неё раздутую каплю расплавленного стекла, мальчик захлопывает форму, и начинается процесс выработки бутылки. Мастер, вертя трубку, всё, время дует в неё. Через полминуты мальчик раскрывает форму. Но у бутылки ещё нет горлышка. Она поступает к третьему мастеру, и тот доводит бутылку до полной её формы. Долго нельзя выдержать жары у ванной печи, особенно в летнее время. Через каждые 20-30 минут мастера выбегали к рядом протекающей реке и в одежде бросались в воду».
До революции завод часто продавался: им владели и помещик Бакунин, и коммерсант Баранович-Ясинский. Перед национализацией завод принадлежал Толстой Ольге Александровне. Она сдавала его в аренду Левенгофовскому акционерному обществу стеклянного и пробочного производства.
В 1917 году завод был национализирован и перешёл в собственность государства. В 1924 году заводу и посёлку было присвоено имя Дениса Андреевича Сазонова, который с детства работал на заводе, был каменщиком высокой квалификации и погиб на рабочем месте осенью 1922 года при ремонте стен шахты газогенератора.

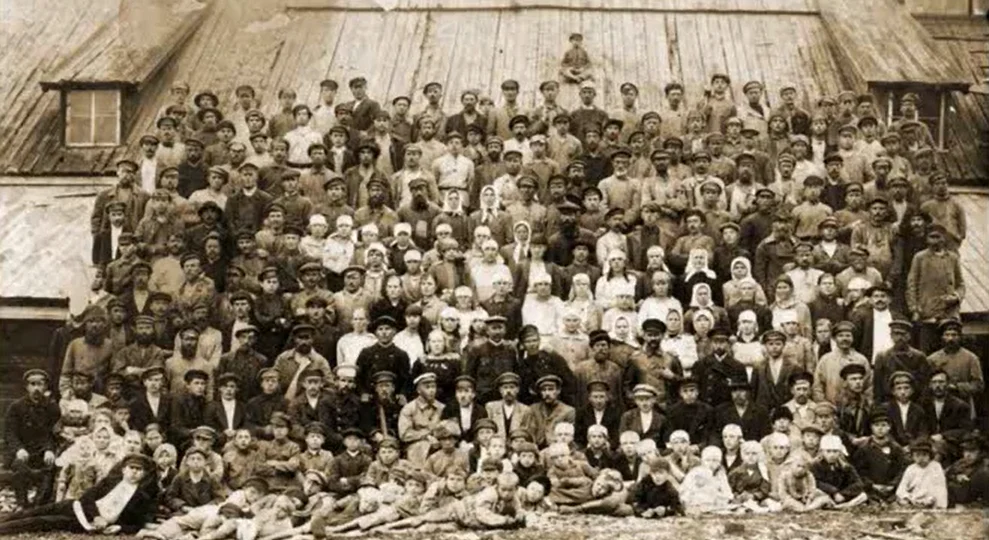
Рабочие Покровского (Сазоновского) завода, 1926 год

В 1926 году на заводе прошла первая реконструкция. Была построена новая стекловаренная печь, дымовая труба, смонтированы три машины Линча, два лера отжига, два компрессора. Сооружено каменное здание электростанции и установлен локомобиль мощностью 350 лошадиных сил.
С 1927 года началась машинная выработка стеклоизделий. В 1932 году была налажена выработка чайного гранёного стакана. В 1936 году прошла ещё одна реконструкция.
Во время Великой Отечественной войны из-за отсутствия сырья завод прекратил работу, что длилось до июля 1943 года, когда директор Абрамов наладил выпуск ламповых и фонарных стёкол, молочных крынок. Но в марте 1945 года, уже из-за отсутствия топлива, завод опять был остановлен и возобновил работу только в ноябре 1946 года.
В 1966 году был пущен в эксплуатацию новый цех выработки, в котором установили печь прямого нагрева с двумя технологическими линиями по выработке полулитровой бутылки. В это же время началась замена стеклоформующих машин 2-ЛАМ на АБ-6.
В 1976 году была создана и внедрена система повышения эффективности качества продукции. Была освоена технология производства винных бутылок ёмкостью 0,7 литра. Выработано их около 10 млн штук.
2 июня 2004 года ОАО «Покровский стекольный завод» стало частью турецкого холдинга «Şişecam». Основным акционером предприятия выступила компания «Anadolu Cam Investment BV», которой принадлежит 78 % акций. Акции были приобретены у венчурного фонда Европейского банка реконструкции и развития.
1 июля 2013 года завод остановился. Спустя 6 лет, летом 2019 года, между правительством Вологодской области и ООО «Русджам Стеклотара Холдинг» был подписан протокол о воссоздании завода. На предприятии началась подготовка к реконструкции. Официальный запуск производства состоялся 11 марта 2021 года.

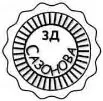
Заводское клеймо стеклозавода имени Сазонова, 1924–1930-е гг.

## Продукция
Первоначально на предприятии вырабатывали винные бутылки, позднее – молочные крынки, изоляторы и оконное стекло.

## Владельцы и руководители
| Период    | Владелец / руководитель                                              |
| --------- | -------------------------------------------------------------------- |
| 1860-1893 | Бакунин Николай Александрович                                        |
| 1893-1895 | Толстой Михаил Павлович, Толстая Ольга Александровна                 |
| 1895      | Акционерное общество Левенгофских стекольных и пробочных производств |
| 1917      | Переход в собственность государства                                  |
| 1924-1946 | Гончаров Алексей Абрамович, "красный директор"                       |
| 1946-1950 | Надточий Михаил Иванович                                             |
|           | Бармашов Александр Михайлович                                        |
|           | Ящевский Владимир Геранимович                                        |
| 1963-1966 | Щербаков Павел Иванович                                              |
| 1966-1976 | Щербаков Павел Иванович                                              |
| 1976-1986 | Романчук Николай Савельевич                                          |
| 1986      | Чикалев Николай Васильевич                                           |

## Технология производства
Производство стеклоизделий является непрерывным, включающим следующие производственные процессы:
- обработку сырьевых материалов;
- приготовление шихты;
- сбор и измельчение собственного “возвратного” стеклобоя;
- смешивание шихты со стеклобоем в заданном соотношение;
- варку стекла в стекловаренной печи;
- подготовку стекломассы к выработке;
- формирование стеклоизделий выдувным способом на стеклоформующих автоматах 1Ѕ-8; IS-12
- нанесение упрочняющего покрытия на стеклоизделия;
- отжиг стеклоизделий;
- нанесение защитного покрытия;
- сортировку (контроль качества);
- упаковку стеклоизделий.

## Сырьё для производства стеклоизделий
Процесс обработки сырьевых материалов и приготовление шихты включает следующие основные стадии: приёмку, хранение и обработку сырьевых материалов, дозирование компонентов шихты и смешивание с увлажнением.
Состав шихты для выработки стекла: 
- Песок
- Доменный шлак
- Сода
- Доломит
- Сульфат
- Пигмент железоокисный
- Партахом (зелёный краситель)

Готовый состав шихты со стеклобоем, по системе контейнеров и элеваторов поступает в стекловарную печь.